# Kathedrale von Dax

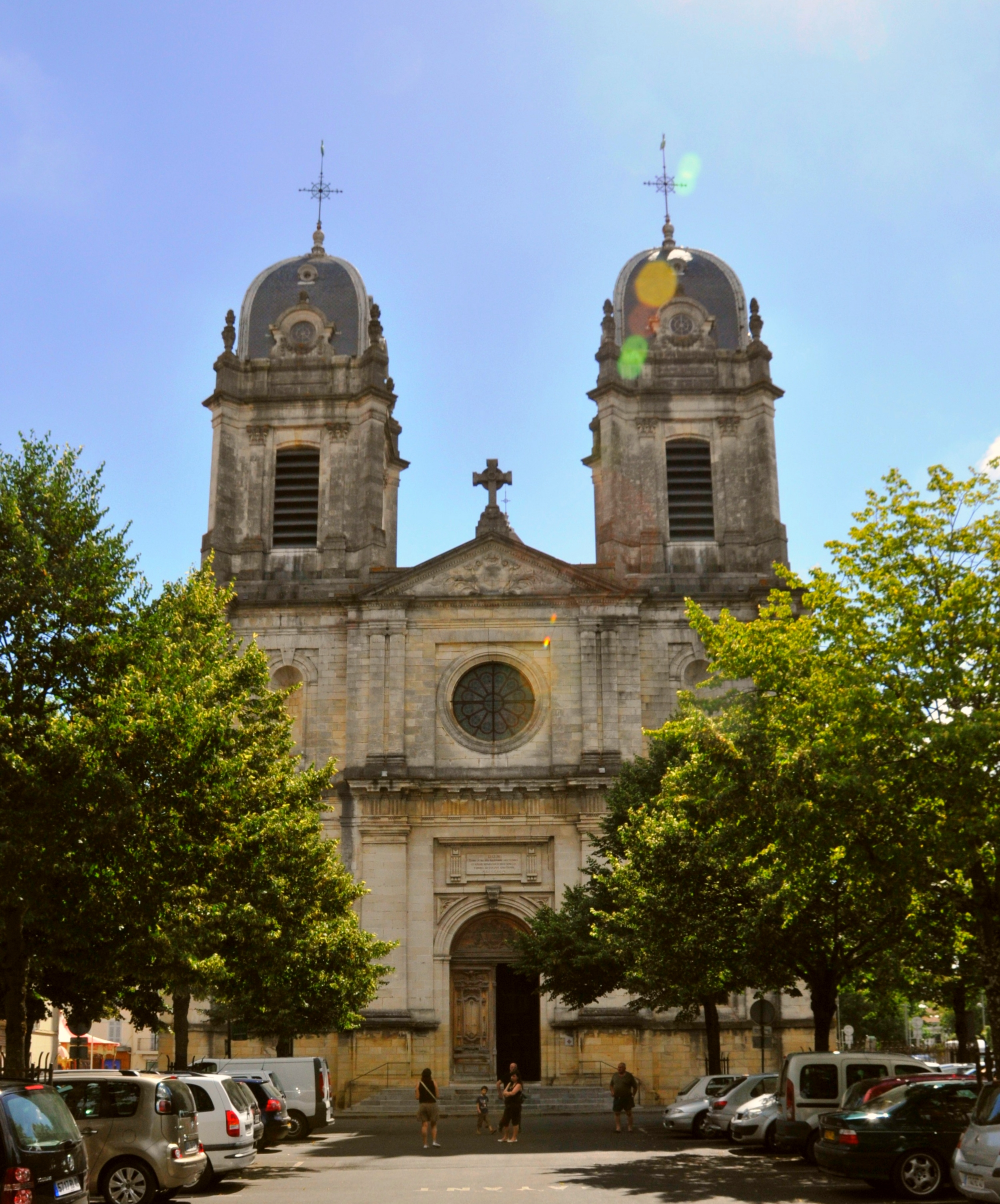
Westfassade

Die Kathedrale Notre-Dame de Sainte-Marie in Dax ist eine römisch-katholische Kirche und seit 1933 die Kathedrale des  Bistums Aire und Dax. Zuvor war sie bis zur Aufhebung des Bistums Dax im Jahr 1801 dessen Kathedrale. Sie trägt ein Marienpatrozinium („Liebfrauen“).

## Geschichte
Vermutlich stand hier bis zum Beginn des 11. Jahrhunderts eine kleine Kapelle. Einer der ältesten Bischofssitze Frankreichs wurde in der Mitte des dritten Jahrhunderts in der Nähe von Dax gegründet. Der erste Bischof wurde Saint-Vincent-de-Xaintes, der als Märtyrer starb. Als man beschloss, den Bischofssitz ins Innere von Dax zu verlegen, wurde die Kapelle abgerissen und durch eine romanische Kathedrale ersetzt. Von dieser Kirche ist nicht viel bekannt, auch wann sie abgerissen wurde, ist unbekannt. Einige Teile der Kirche befinden sich heute im Museum von Borda in Dax.
Ende des 13. und Anfang des 14. Jahrhunderts wurde die zweite Kathedrale gebaut. Sie stürzte zwischen 1638 und 1646 zusammen. Auch von ihr weiß man nur wenig. Das wenige Erhaltene, so z. B. das Tor der Apostel und die etwa 80 Gebetsstühle hinter dem Hauptaltar, beim Altar der Jungfrau Maria und im nördlichen Chorumgang, lässt vermuten, dass es eine sehr schöne Kirche gewesen sein muss.
Die Planung der heutigen Kirche begann 1647, der Baubeginn aus Geldmangel allerdings erst 1694. 1755 wurde die Kirche eingeweiht, die Fassade und die beiden Türme waren noch nicht fertig. Mit der Aufhebung des Bistums Dax verlor die Kathedrale die Funktion als Bischofskirche. Am 31. März 1933 wurde der Sitz des Bistums Aire und Dax durch Papst Pius XI. mit der Apostolischen Konstitution Ad rectum et utile von Aire-sur-l’Adour nach Dax verlegt. Die alte Kathedrale von Dax ist seither wieder Hauptkirche des Bistums, die Kathedrale von Aire Konkathedrale.

## Architektur

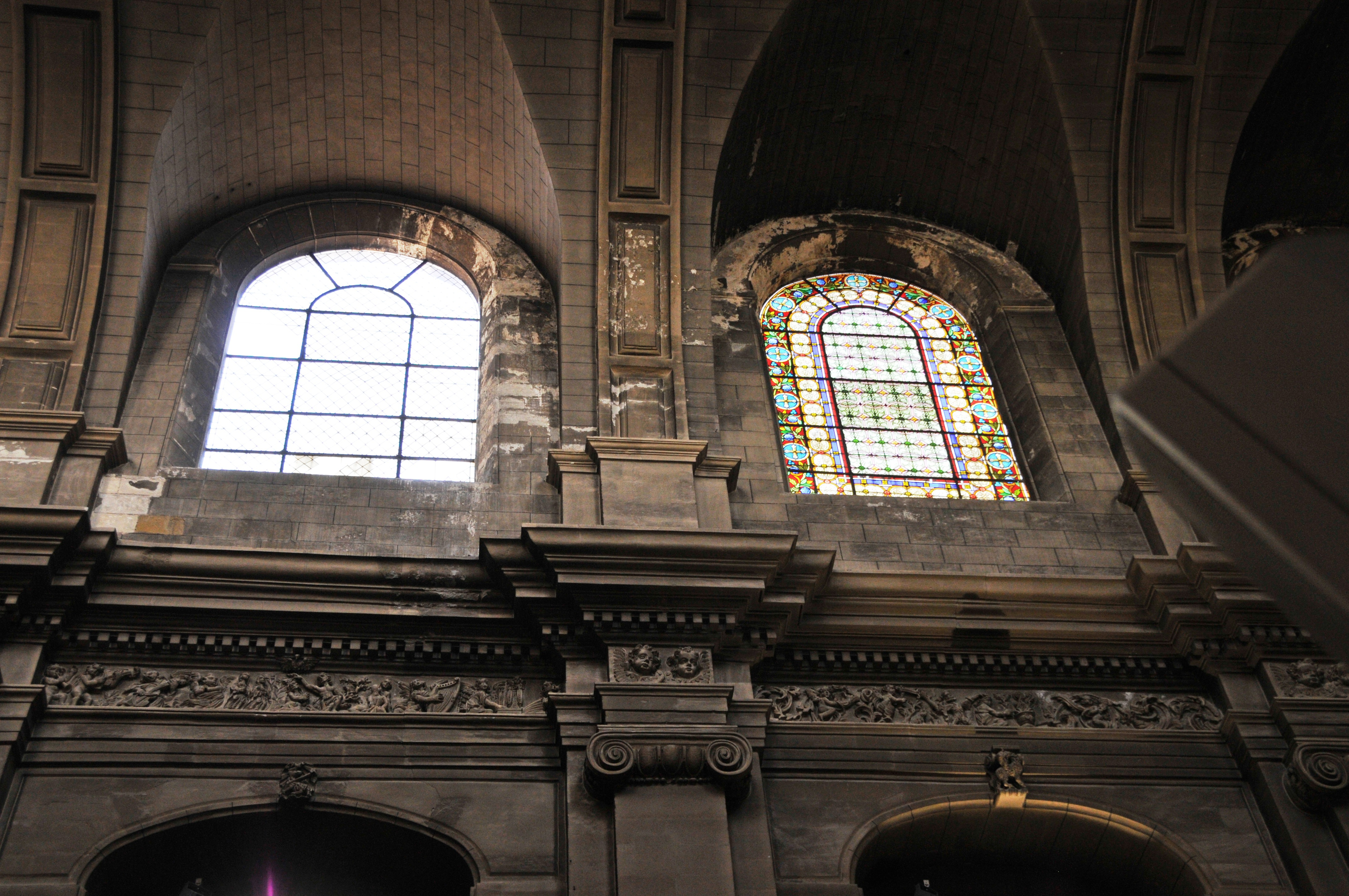
Säulenschlussstein mit Pilastern (1)

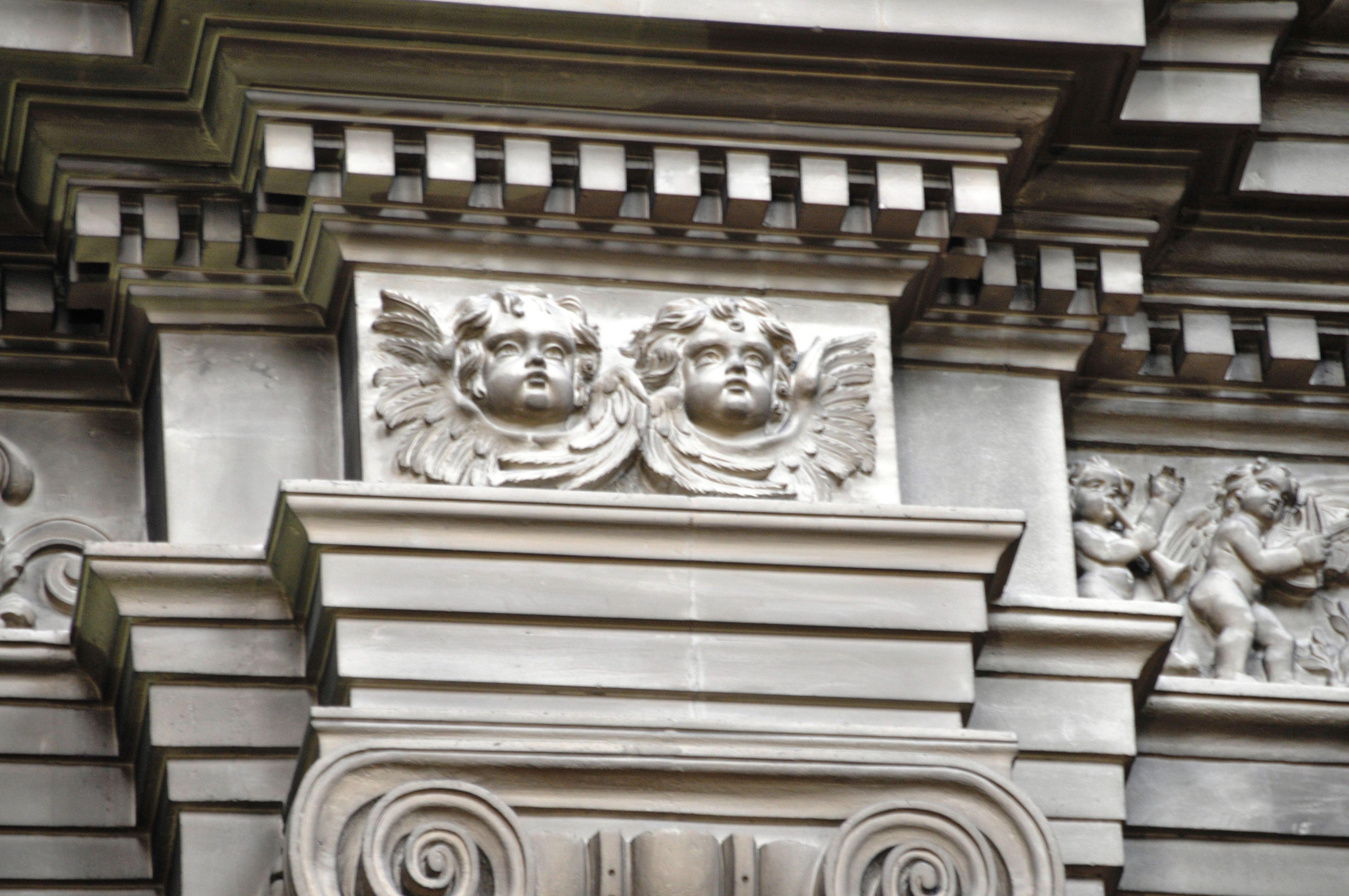
Engelsköpfe als Abschlussskulpturen der Pilaster (2)

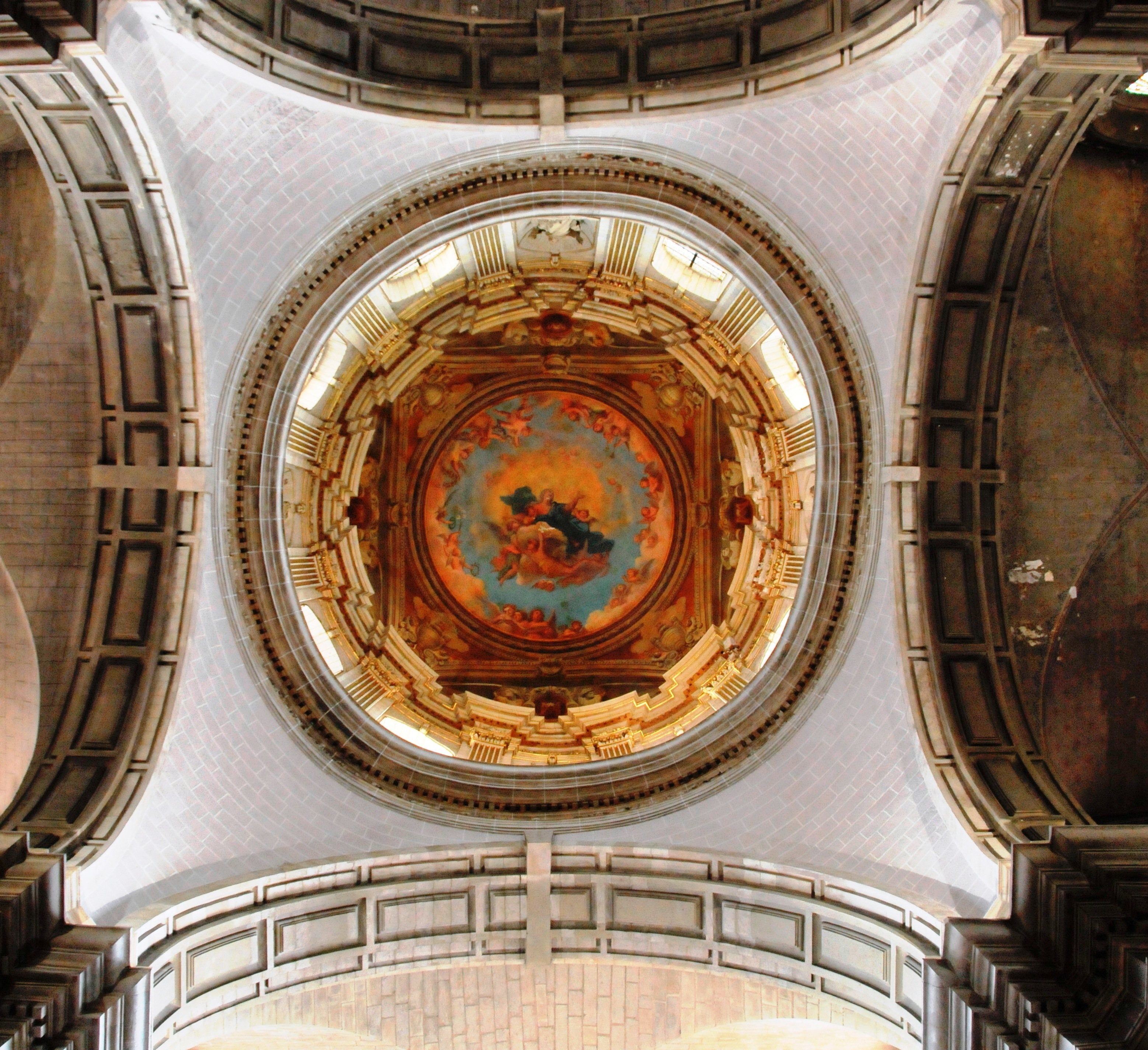
Kuppel mit Himmelfahrtsmotiv (3)

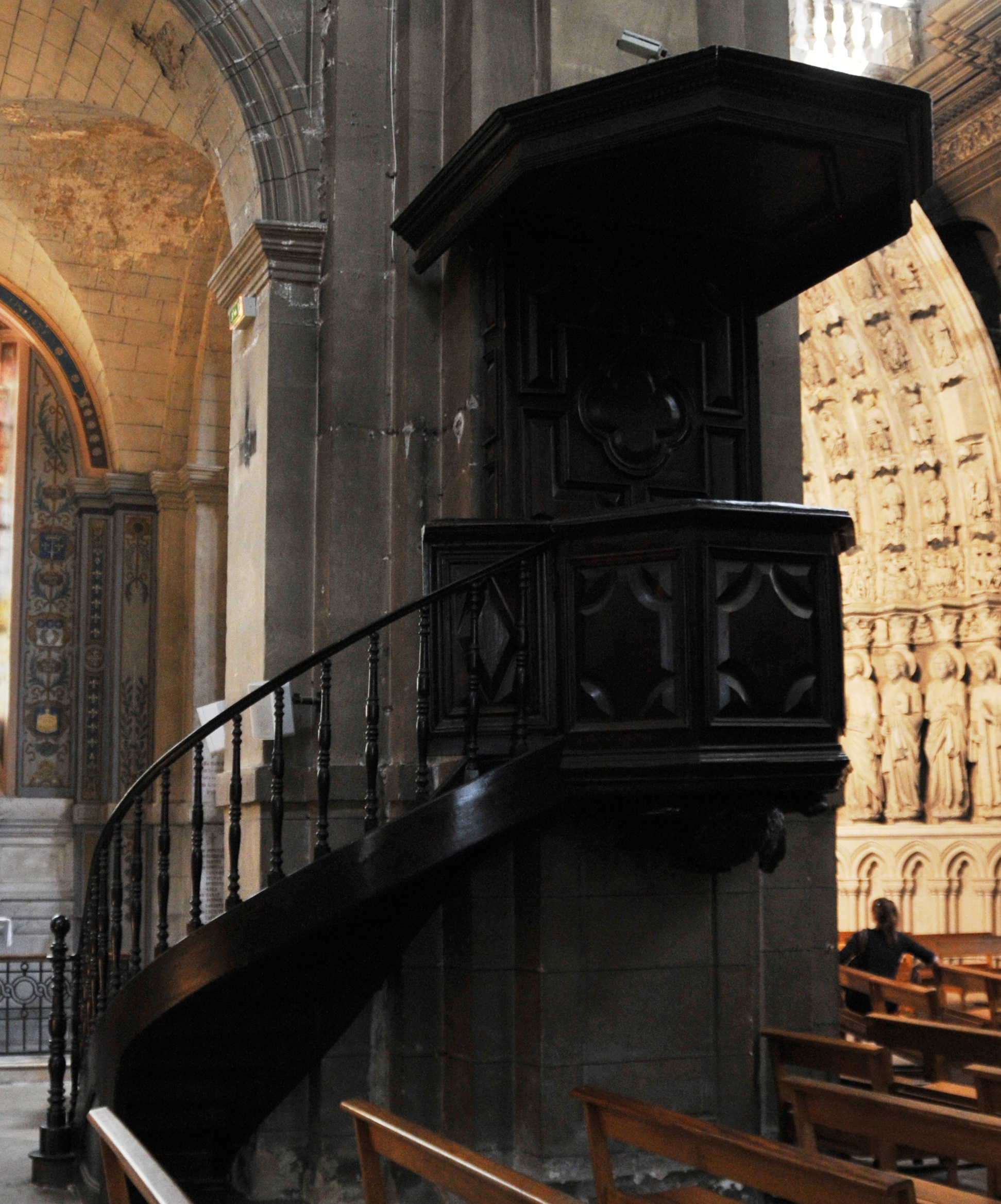
Kanzel (4)

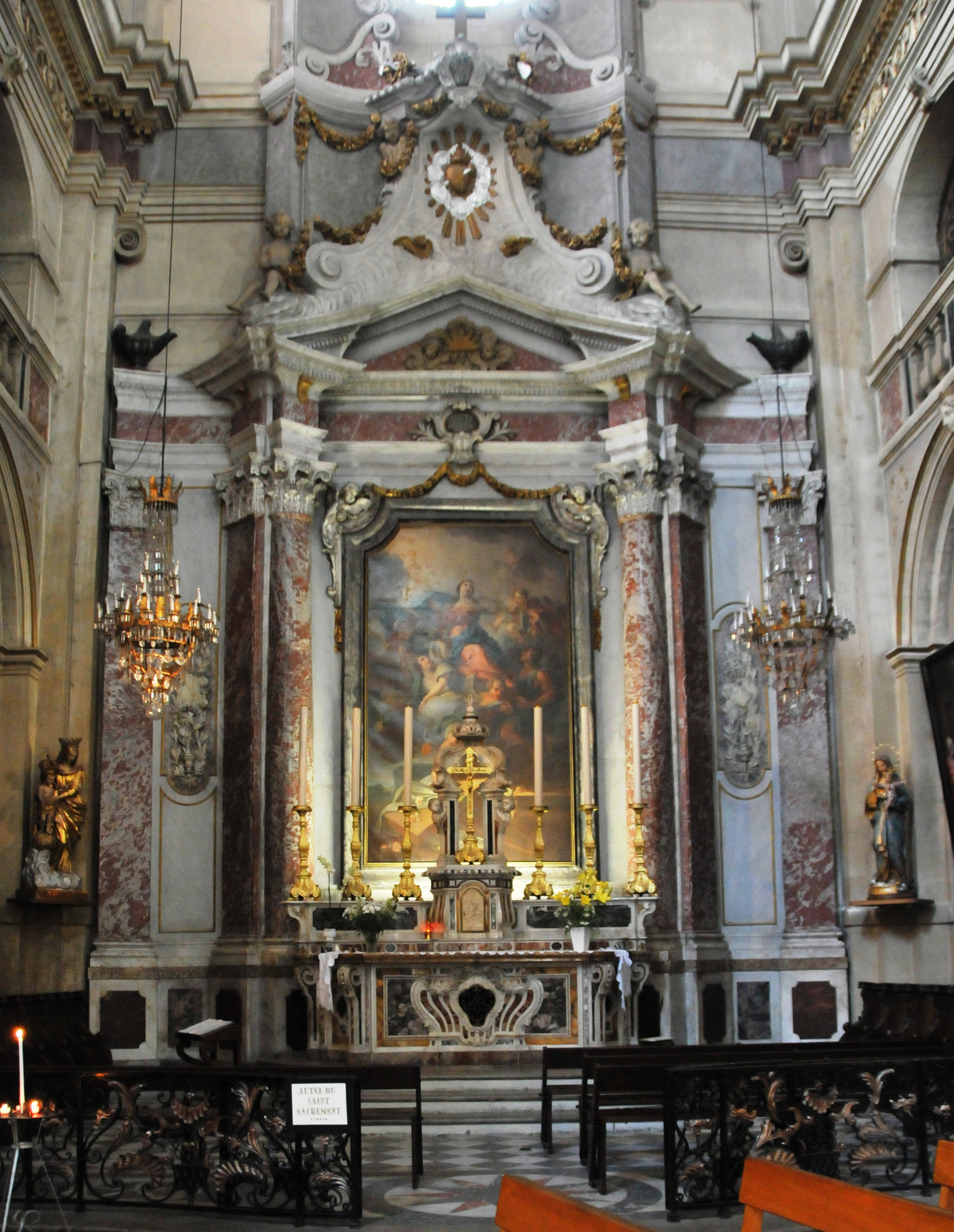
Marienkapelle (5)

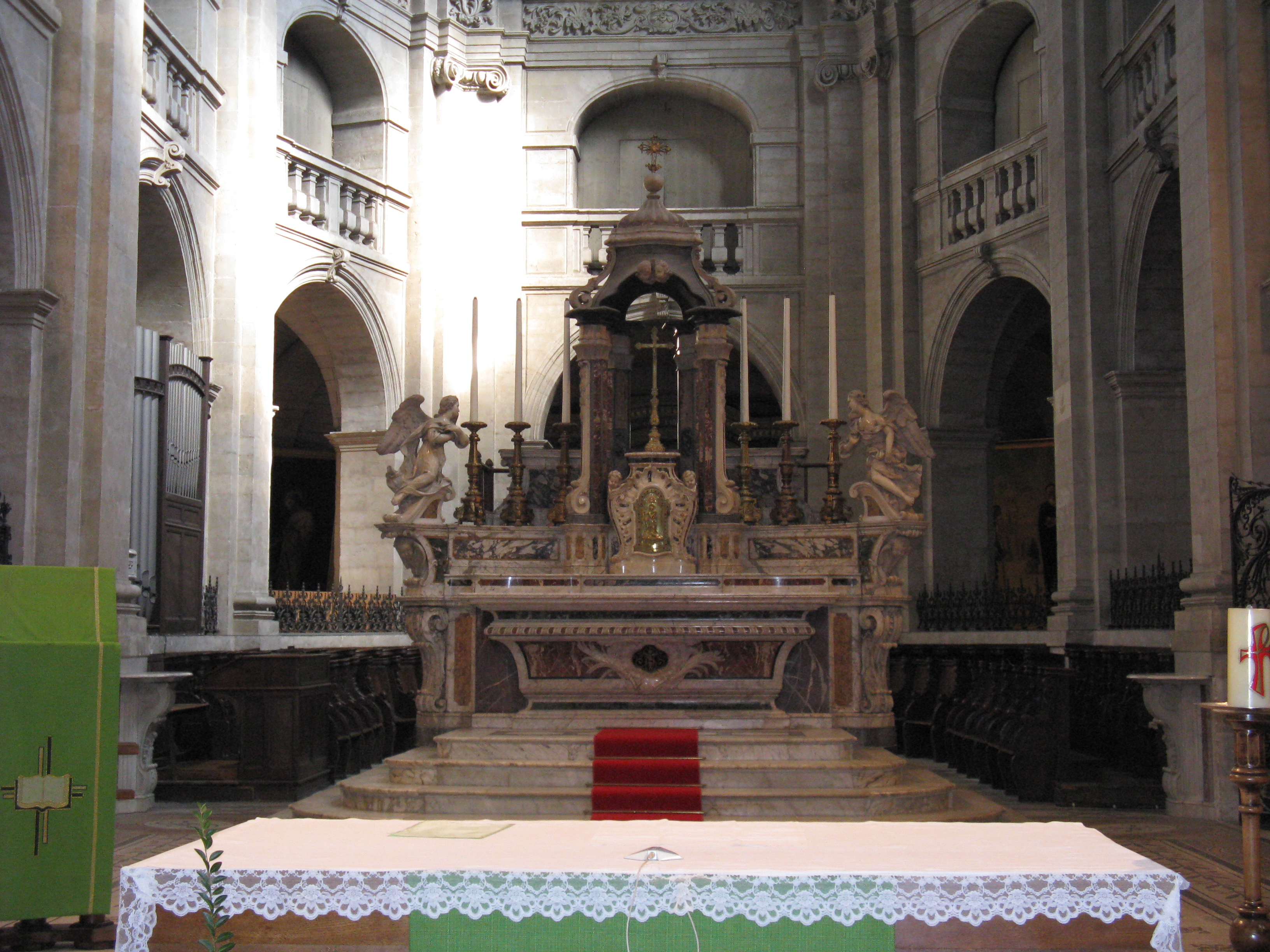
Hauptaltar mit Gebetsstühlen (6)

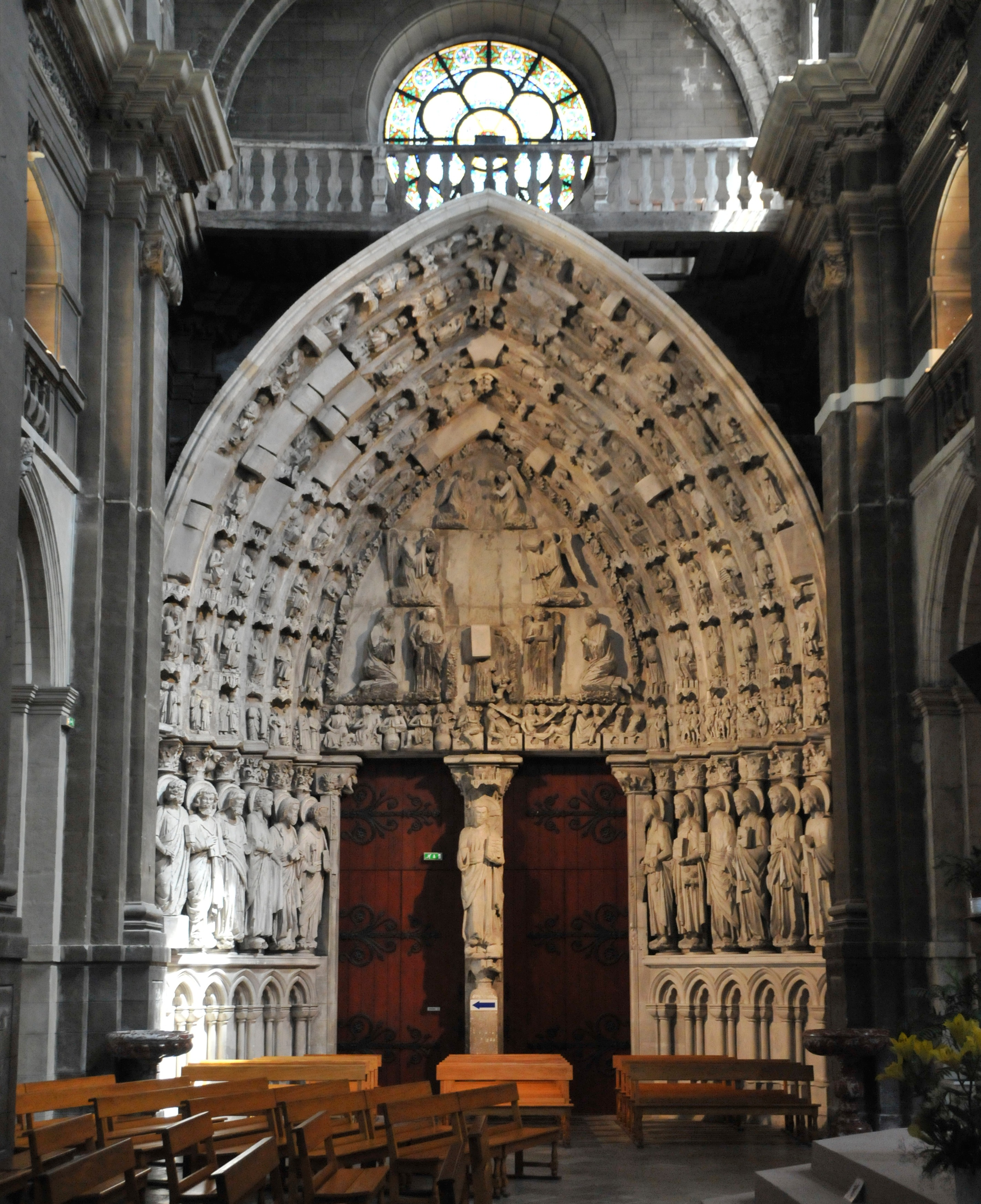
Das Aposteltor (7)

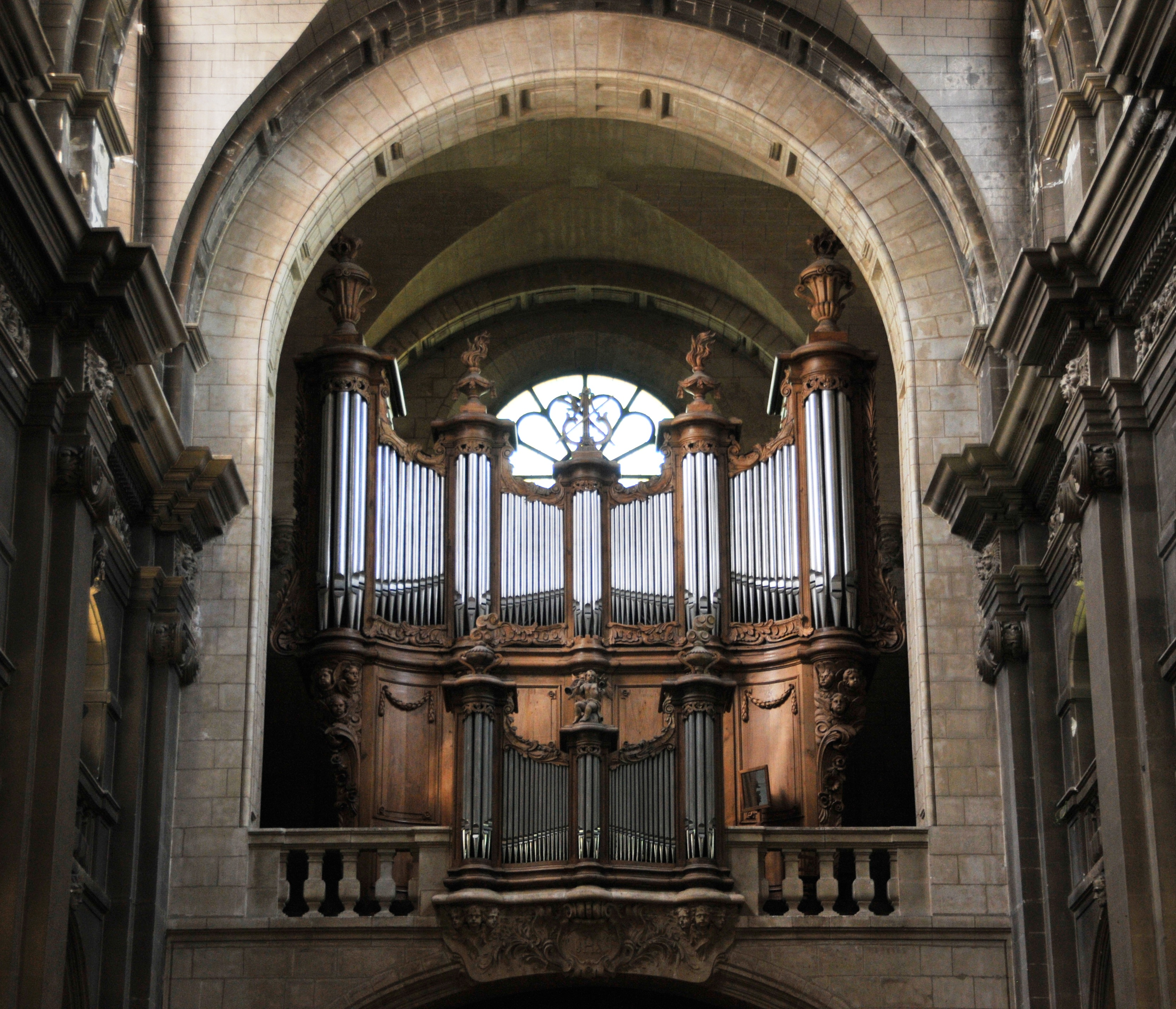
Orgelempore (8)

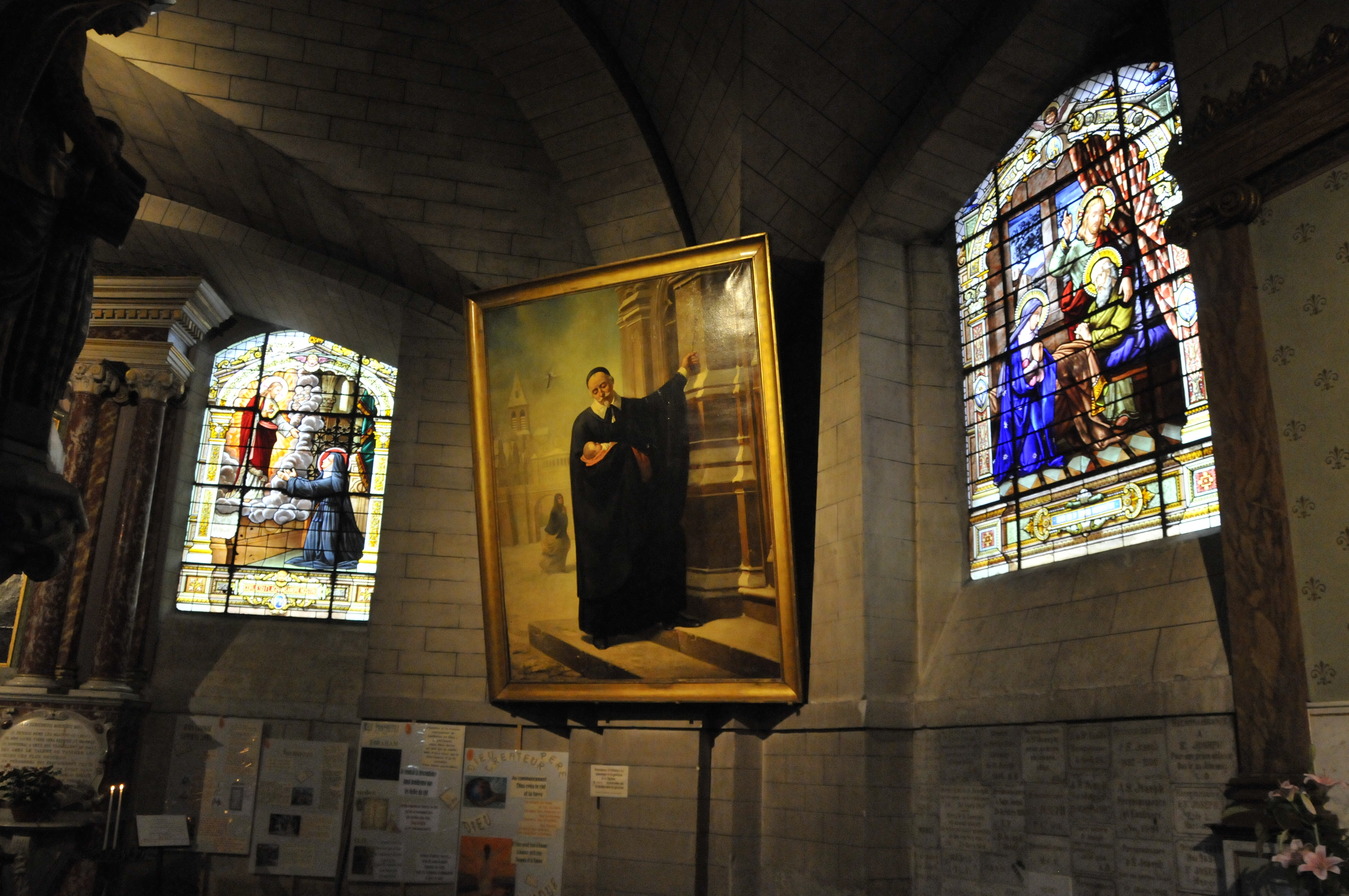
Fenster und Gemälde von Vinzenz von Paul im Chorumgang (9)

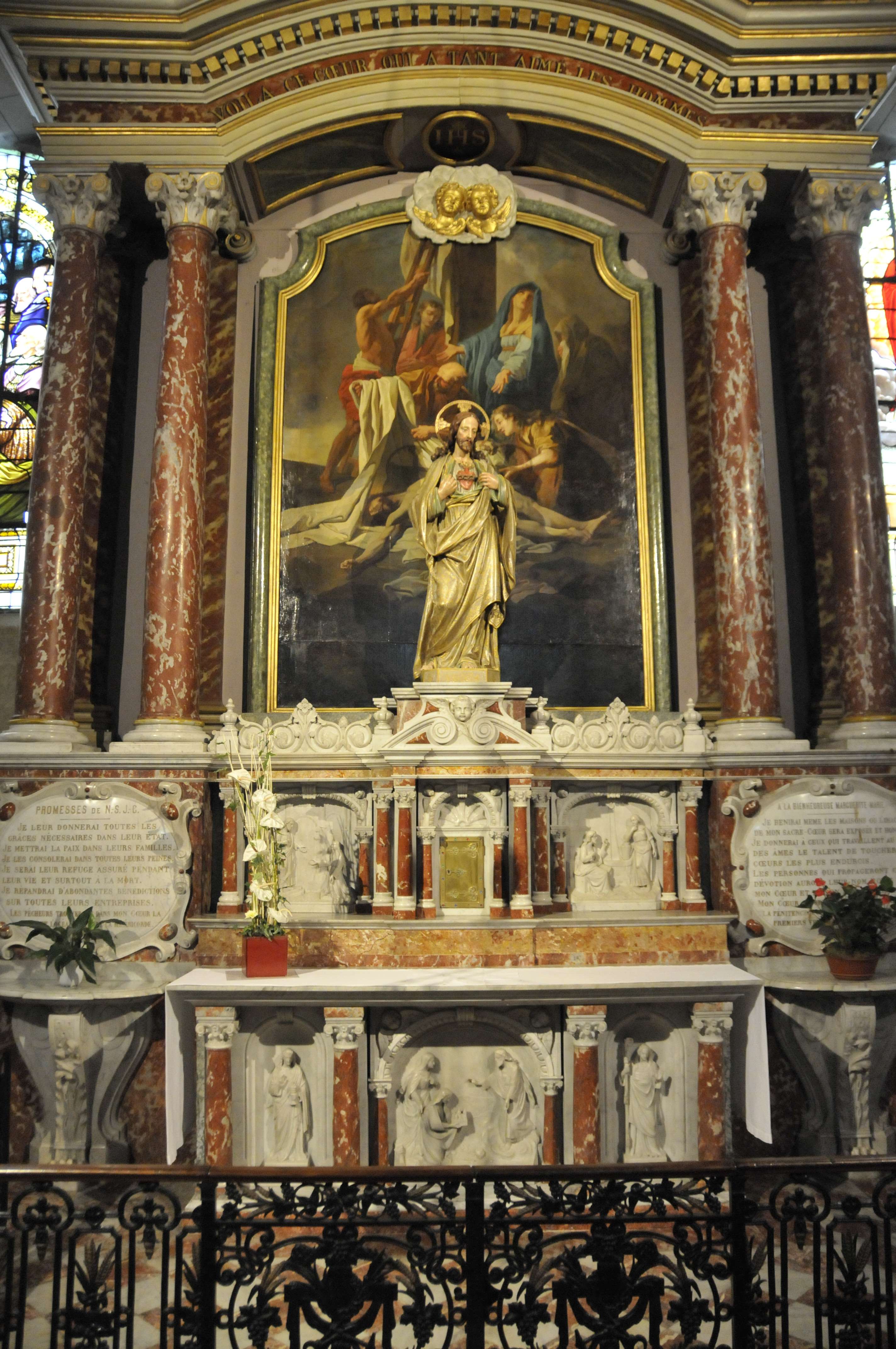
Seitenaltar mit Gemälde der Kreuzabnahme (10)

### Allgemeines
Obwohl die Kathedrale während des Barock gebaut wurde, errichtete man sie im Stil der Renaissance. Demzufolge sind die Bögen in Maueröffnungen und Arkaden halbkreisförmig. Die Kapitelle von Pfeilern und Säulen sind den altgriechischen nachempfunden (dorisch, ionisch und korinthisch). Weitere Merkmale dieses Baustils sind die unbunten hohen Fenster, damit mehr Licht ins Kircheninnere dringen konnte. Farbige Fenster kamen Mitte des 19. Jahrhunderts in die Kathedrale. Auch die unverkleideten, von unten sichtbaren Kuppeln sind typisch für die Renaissance.

### Grundriss
Die Kathedrale hat die Form eines Lateinischen Kreuzes, das Querschiff teilt das Längsschiff im Verhältnis 1:2. Die Kirche ist 72 m lang und am Querschiff 39 m breit.

### Längsschiffe
Steht man am Eingang der Kirche im Nordwesten, so hat man einen Überblick über das gesamte Längsschiff bis zum Chor. Die Seitenschiffe sind vom 18,8 m hohen Mittelschiff durch viereckige Pfeiler getrennt. Die Pilaster der Säulen (Bild 1) tragen die Stützrippen des Ganges. Die Gewölbedecke (außer der Kuppel) und die Rahmen an den Stützbögen sind schmucklos. Die Pfeiler sind tragende Elemente für die gemauerten Gewölbe, deren Schlusssteine mit Skulpturen (Bild 2) verziert sind. Auch die Balkone der Emporen mit ihren flach gewölbten Öffnungen sowie hohe breite Öffnungen werden von den Pfeilern getragen. Haupt- und Querschiff enthalten je acht Pfeiler, der Chor am Ende des Hauptschiffes neun, zusammen also fünfundzwanzig.
Die Pilasterfriese sind mit Engelsköpfen geschmückt (Bild 2) und entsprechen den Friesen oberhalb der Emporen, die mit Szenen aus dem Alten und Neuen Testament und mit Pflanzen geschmückt sind.

### Hauptaltar
Der barocke Hauptaltar im Chor (Bild 6) ist das Werk der Gebrüder Mazetti aus dem Tessin und stammt von 1751.

### Querschiffe

#### Südseite
Das südliche Querschiff enthält in der Marienkapelle einen barocken Altar (Bild 5) mit einem monumentalen Rahmen von 1791, der ebenfalls von den Gebrüdern Mazetti stammt. Das Gemälde dahinter zeigt die Himmelfahrt Marias und ist aus 1765.
Zwei weitere Gemälde von kunsthistorischer Bedeutung birgt die Marienkapelle: die Anbetung der Hirten zur Rechten. Von diesem Gemälde wird seit kurzem angenommen, es sei die Kopie eines nicht mehr existierenden Werkes des deutschen Malers Hans von Aachen (1552–1615). Das zweite Gemälde Jesu mit zwei Jüngern wird einem flämischen Meister aus dem 17. Jahrhundert zugeschrieben, einem Schüler von Gerrit van Honthorst. Dieses Gemälde gilt als das schönste in der Kathedrale.
Das Gitter vor dem Kommunionsraum stammt vom Kunstschmied Jean Saubot aus Bayonne von 1766.

#### Nordseite
Das nördliche Querschiff besticht durch das Portal der Apostel (Bild 7). Es war das (westliche) Hauptportal der Vorgängerkirche und ist trotz des Einsturzes dieser Kirche stehen geblieben. Bis zum Ende des 19. Jahrhunderts, zum Beginn des Fassadenbaus und der beiden Türme, blieb es an seinem Platz, wurde dann ab- und im Inneren der Kirche wieder aufgebaut. Das Tor zeigt Stilelemente der nordfranzösischen Gotik aus der zweiten Hälfte des 13. Jahrhunderts. Daher wird vermutet, es stamme aus einer Werkstatt jener Gegend. Das im Tympanon (Giebeldreieck) dargestellte Motiv ist das Jüngste Gericht, wie es auch in den Kathedralen von Paris, Chartres und Amiens zu finden ist. Nur die Statue Jesu, des göttlichen Richters, fehlt. Von oben nach unten sieht man
- zwei kniende Engel
- zwei kniende Engel, die Mondsichel und die Sonne in Händen haltend
- zwei stehende Engel; einer trägt eine Dornenkrone, eine Lanze und ein Schilfrohr, der andere drei Nägel und ein Kreuz. Eingerahmt werden sie von den knienden Johannes und Maria. Sie beklagen das Leiden Christi.

Darunter ist die stark beschädigte Darstellung des Hl. Michael zu sehen (nur der Unterkörper ist erhalten), der die Seelen wiegt. Zu seiner Linken versucht ein Dämon, die Waage zu sich zu drücken.
Über dem Türsturz und weiter über den Aposteln findet man die Darstellungen der Auferstehung der Toten, des Paradieses und der Hölle, zu den beiden Seiten des Christus sind die Auserwählten und die Verdammten.
Die Gewölbebögen sind voller Statuen von Engelsfiguren, Frauenfiguren (die klugen und törichten Jungfrauen) und den Figuren des himmlischen Hofstaates (Heilige, Bischöfe und Personen des Alten Testaments). Auf einem Mauerpfeiler steht eine Christusstatue mit segnender rechter Hand, die allerdings nicht mehr vorhanden ist. In der Linken hält er ein Buch. Umgeben ist er von den zwölf Aposteln, von denen einige leicht zu erkennen sind: Petrus mit Schlüssel, Andreas mit einem Stück des Kreuzes, Paulus, Jakobus mit einem Beutel voll Muscheln, dem Emblem der Pilger nach Santiago de Compostela, Johannes, wegen seiner Jugend der einzige Bartlose und Thomas mit einem Winkelmaß.

### Kanzel
Die einfache Kanzel (Bild 4) stammt vom Anfang des 18. Jahrhunderts. Sie wird „getragen“ von einem Adler mit weit ausgebreiteten Flügeln.

### Orgel
Schaut man vom Altar in Richtung Eingang, so fällt der Blick auf die zweigeteilte Orgelempore (Bild 8) mit dem mittig angebrachten Spieltisch. Die mechanischen Teile sind im Rocaille-Stil verkleidet. Die Verkleidung ist von 1786, sie ist das Werk des Holzschnitzers Caular aus Dax. Die Skulpturen sind aus Lindenholz, der Rest aus Eiche.
Die heutige Orgel wurde 1786 eingebaut und ersetzte ein unbekanntes älteres Instrument. Sie wurde dreimal restauriert: Ende des 19. Jahrhunderts, 1959 und 1987. Die letzte Restaurierung mit einem Arbeitszeitaufwand von 15.000 Stunden lag in den Händen des Orgelbauers M. Chauvin aus Dax.
| I Positif de Dos C–g3 |        |
| Bourdon               | 8′     |
| Montre                | 8′     |
| Prestant              | 4′     |
| Flûte à cheminée      | 4′     |
| Nazard                | 2 ⁄3′  |
| Doublette             | 2′     |
| Tierce                | 1 3⁄5′ |
| Larigot               | 1 ⁄3′  |
| Plein-Jeu VI          |        |
| Trompette             | 8′     |
| Régale                | 8′     |
| Cromorne              | 8′     |

| II Grand Orgue C–g3  |          |
| Montre               | 16′      |
| Montre               | 8′       |
| Principal            | 8′       |
| Prestant             | 4′       |
| Doublette            | 2′       |
| Cornet V             |          |
| Grande Fourniture II |          |
| Fourniture III       |          |
| Cymbale IV           |          |
| Cymbale tierce III   |          |
| Trompette            | 16′ / 8′ |
| Clairon              | 8′ / 4′  |
| Clairon              | 4′ / 2′  |

| III Résonance C–g3 |        |
| Bourdon            | 16′    |
| Bourdon            | 8′     |
| Flûte              | 8′     |
| Flûte              | 4′     |
| Grande tierce      | 3 1⁄5′ |
| Nazard             | 2 ⁄3′  |
| Quarte de nazard   | 2′     |
| Tierce             | 1 3⁄5′ |
| Bombarde           | 16′    |
| Trompette          | 8′     |
| Clairon            | 4′     |

| IV Récit expressif C–g3 |       |
| Principal               | 8′    |
| Flûte harm.             | 8′    |
| Cor de nuit             | 8′    |
| Dulciane                | 8′    |
| Voix céleste            | 8′    |
| Flûte octaviante        | 4′    |
| Quinte                  | 2 ⁄3′ |
| Octavin                 | 2′    |
| Sifflet                 | 1′    |
| Basson                  | 16′   |
| Trompette harm.         | 8′    |
| Basson-hautbois         | 8′    |
| Voix humaine            | 8′    |
| Clairon                 | 4′    |
| Tremblant               |       |

| Pédale C–f1 |     |
| Flûte       | 16′ |
| Flûte       | 8′  |
| Flûte       | 4′  |
| Bombarde    | 16′ |
| Trompette   | 8′  |
| Clairon     | 4′  |

### Kuppel
Der Chor wird von einer Kuppel (Bild 3) überspannt, die 1717 bis 1718 gebaut und 1992 restauriert wurde. Der Fries mit pflanzlichen Elementen ist teilweise vergoldet und wird oben von einem Band linearer Elemente begrenzt. In den Nischen darüber stehen die Statuen der vier Evangelisten Matthias (gegenüber dem Eingang), Johannes (gegenüber dem Hauptaltar), Markus (gegenüber dem Marienaltar) und Lukas (gegenüber dem Apostelportal). Weiterhin sieht man die Maueröffnungen und zwölf friestragende Pilaster. Die Decke schmückt ein Gemälde von Mariä Himmelfahrt eines Künstlers aus Bordeaux vom Ende des 19. Jahrhunderts. Die Kuppel trägt außen ein Pyramidendach, nicht wie sonst üblich eine äußere Kuppel.

### Chorraum
Die seitlichen Gitter im Chorraum wurden 1868 in Dax hergestellt. Es sind filigrane Meisterwerke und zeigen über den Türen die Initialen der Jungfrau Maria, die ineinander verschlungenen Buchstaben AM für Ave Maria, IHS, die Initialen von Christus sowie die Initialen des Hauptpfarrers (HG), dem diese Gitter und der Mosaikfußboden aus 1871 zu verdanken sind.

### Kirchenfenster
Die Kirchenfenster stellen Folgendes dar:

#### Chorraum
- Die Krönung der Jungfrau Maria im Himmel
- Die Unbefleckte Empfängnis
- Notre-Dame der Sieben Schmerzen

#### Marienkapelle
- Die Verkündigung des Herrn, Werk von Oudinot aus 1873
- Die Heimsuchung, Werk von Dagrant aus Bordeaux von 1900
- Hochzeit Mariens mit Joseph, Werk von Oudinot
- Die Heilige Familie, Werk von Dagrant
- Notre-Dame von Buglose, Werk von Oudinot in der Rosette

#### Südliches Seitenschiff
- Der Schutzengel, (Psalm 90,11)
- Die Verkündigung, (Lukas 1, 26-38)
- Der gute Hirte mit dem verlorenen Lamm (Lukas 15, 4-7)
- St. Michael als Drachentöter (Apokalypse 12, 7-8)

#### Chorumgang
- Die Hl. Familie und der Tod von Joseph (im Bereich des Josephs-Altars)
- Die Erscheinung des Hl. Herzens (Visionen der Marguerite-Marie Alacoque in Paray-le-Monial im 17. Jahrhundert)
- Ein weiteres Fenster, dem Herzen Jesu gewidmet
- Jesus und die Kinder
- Der gebändigte Sturm
- Saint Charles Borromäus
- Saint-Vincent-de-Paul

#### Nördliches Seitenschiff, Taufkapelle, Kapelle im südlichen Seitenschiff
Alle sechs Fenster sind von 1899, Werke von Felix Gaudin aus Paris (1851–1930)
- Jeanne d’Arc
- Katharina von Alexandrien
- Hl. Elisabeth und das Rosenwunder
- Jesus in Bethanien
- Die Taufe Jesu (in der Taufkapelle)
- Stigmatisation des Hl. Franziskus (im südl. Seitenschiff)

## Gemälde
Außer in der Marienkapelle gibt es noch weitere Gemälde in der Kathedrale:

### Im Bereich des Haupteingangs
- Hl. Hieronymus
- Maria Magdalena

### Im Chorumgang
- Saint-Vincent-de-Paul begrüßt ein Kind (Bild 9)

### Weitere Bilder
- Eine Kreuzabnahme am Altar vom Hl. Herzen (Bild 10)
- Jesus und der Hl. Petrus, Jesus wandelt auf dem Wasser, gefolgt von Petrus
- Mariä Himmelfahrt, Kopie eines Murillo-Gemäldes

## Fotos

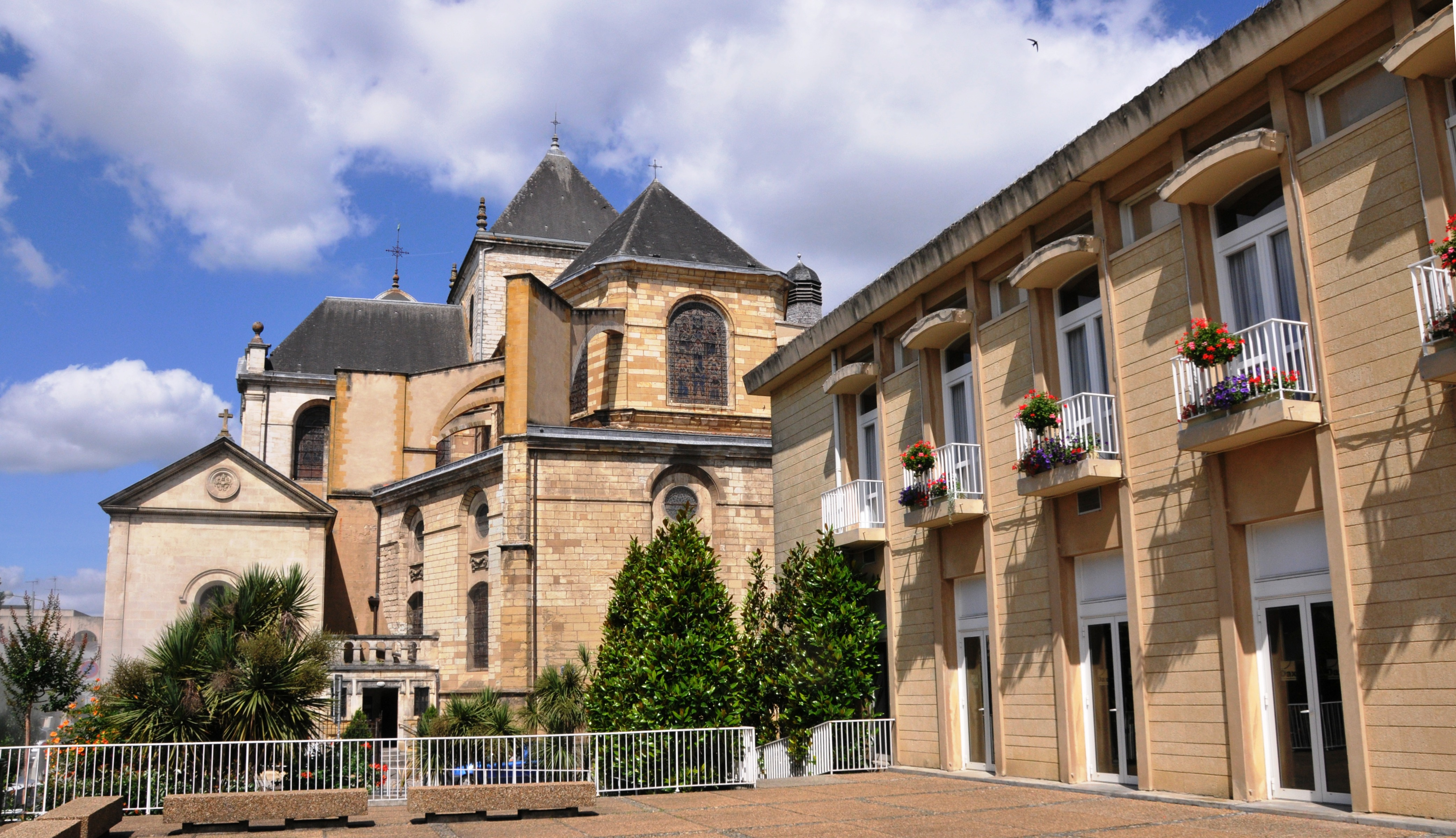
Blick von Südost (mit den Strebebögen)
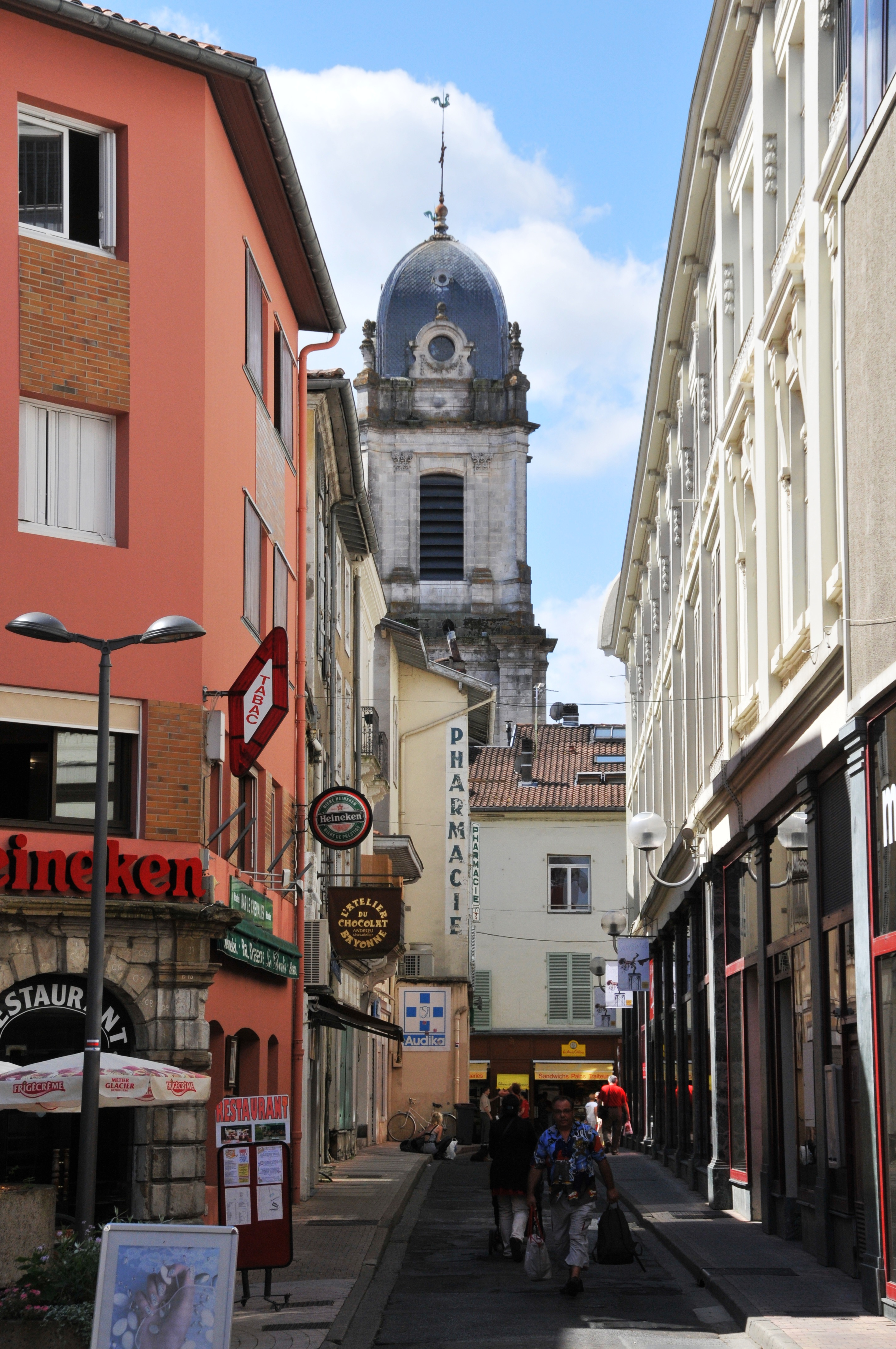
Blick von Ost
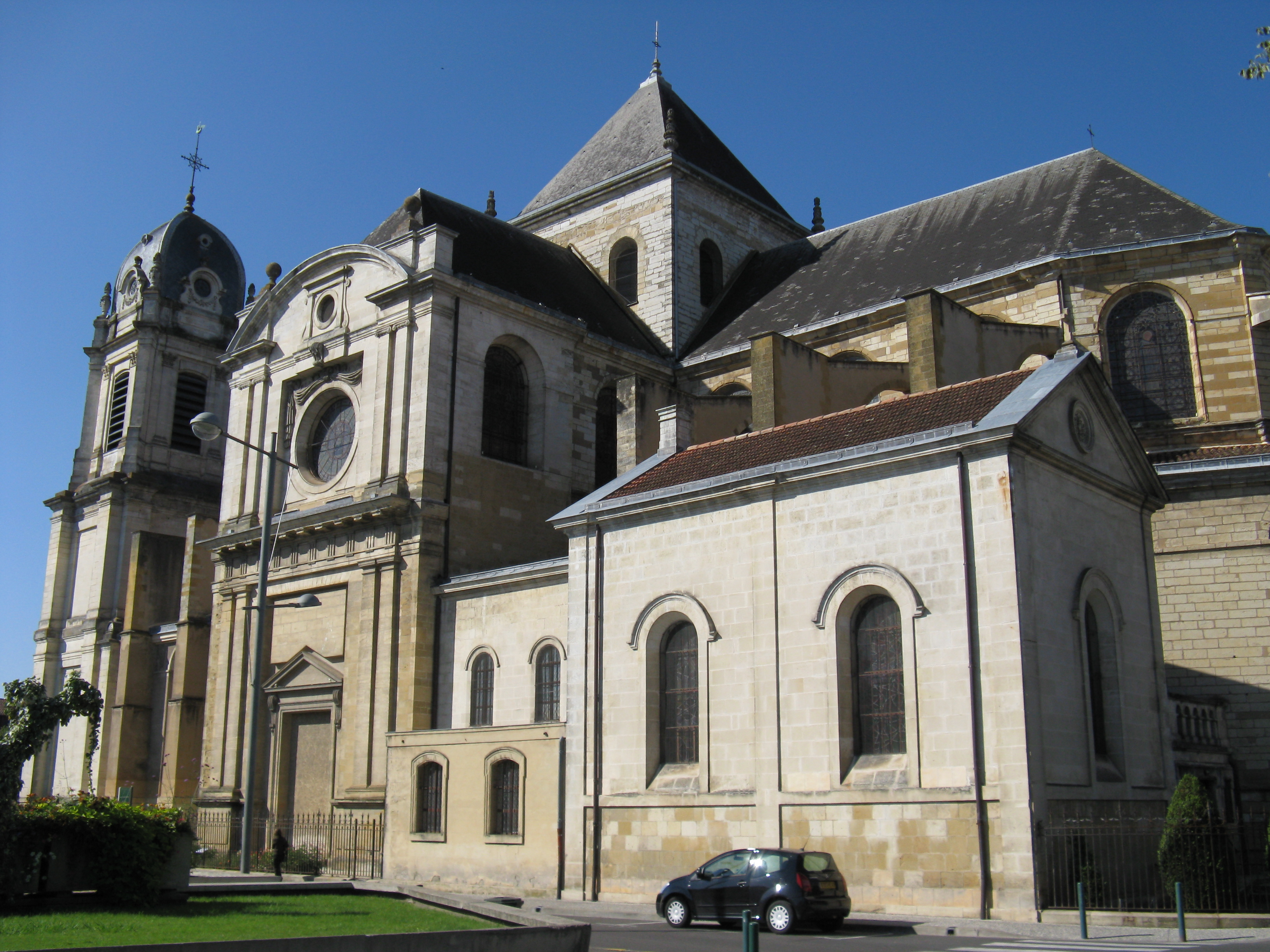
Blick von Südost
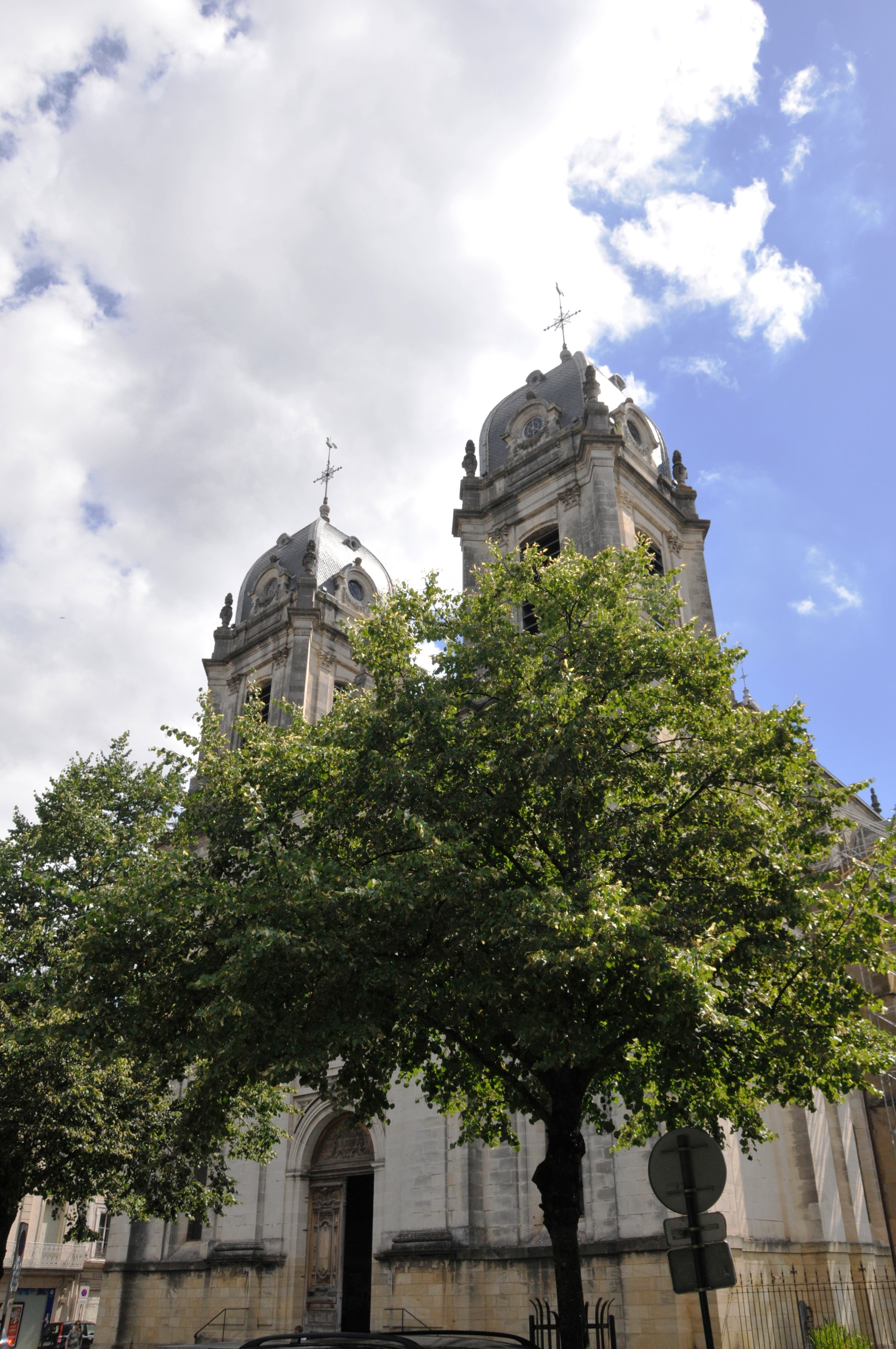
Die Kirchtürme
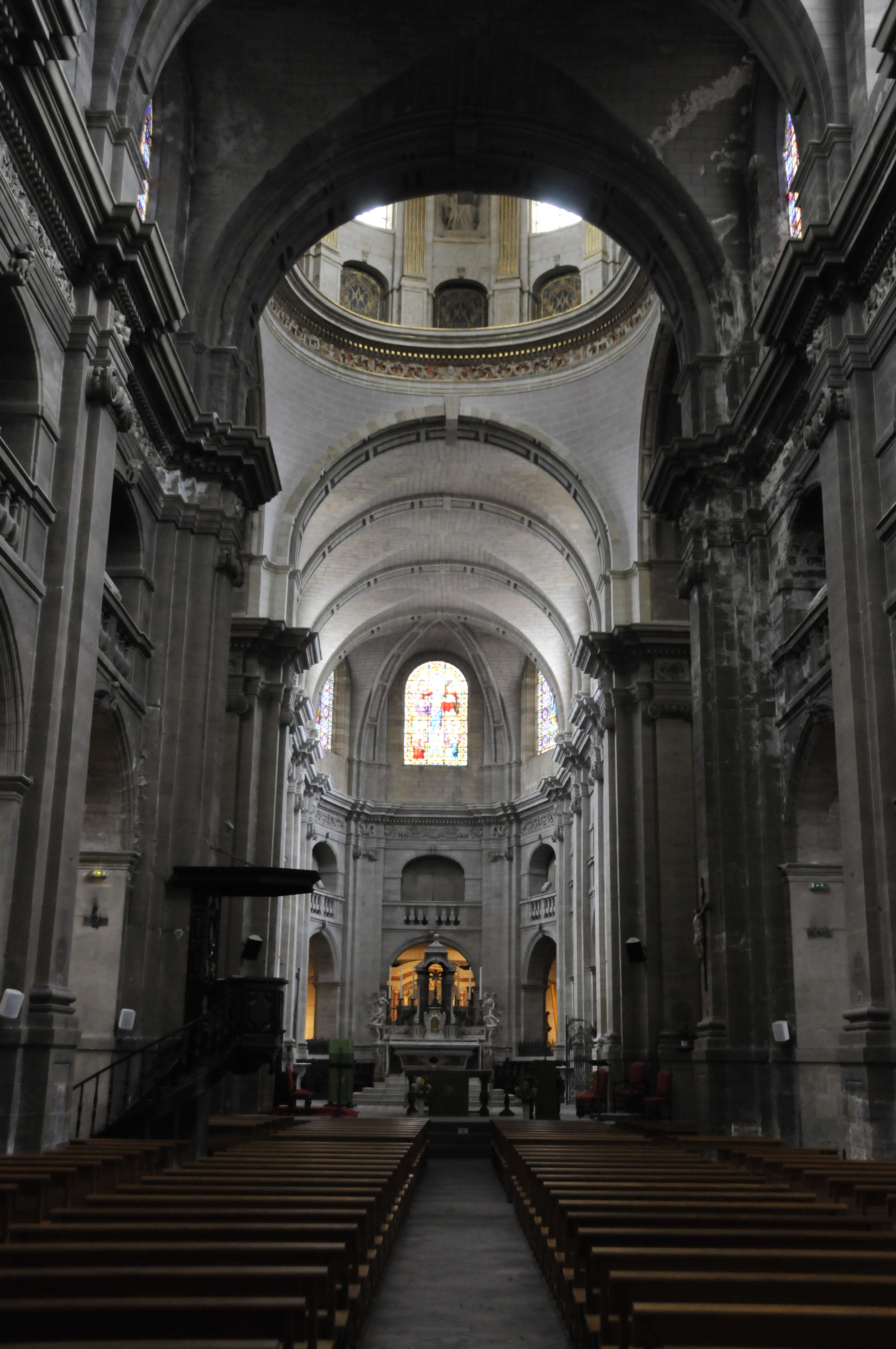
Kircheninneres
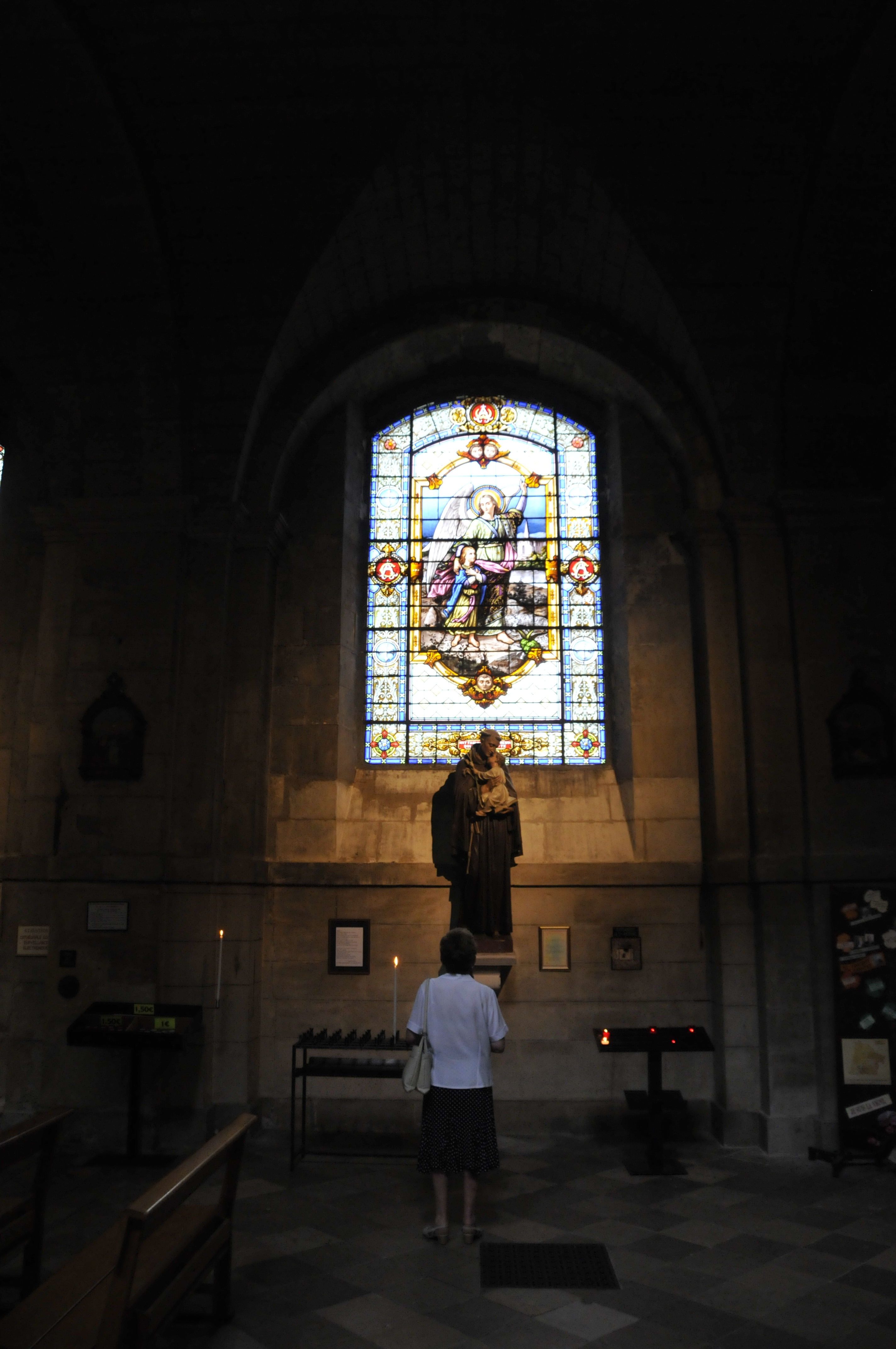
Kirchenfenster
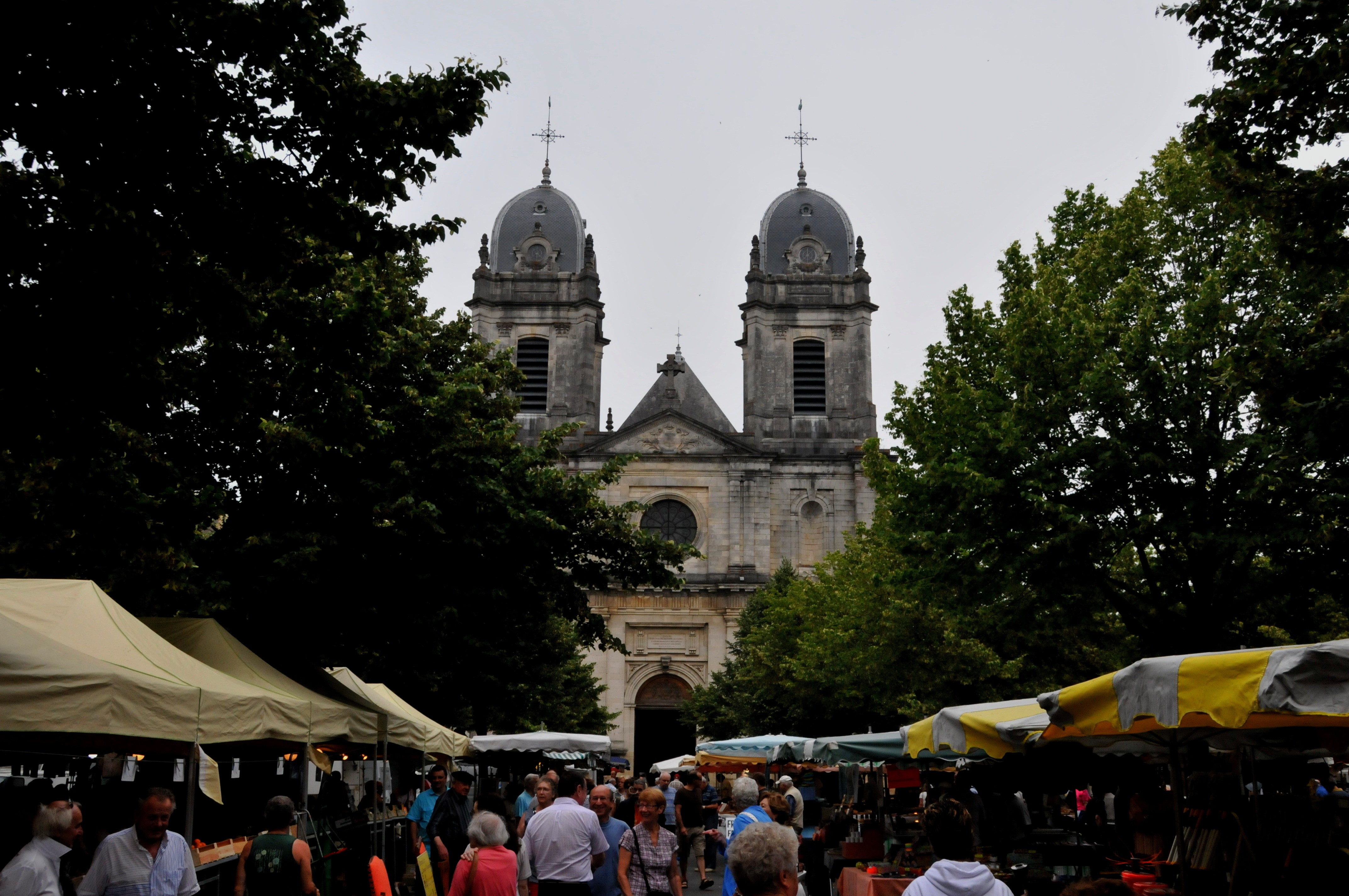
Frontalansicht am Markttag (Samstag)
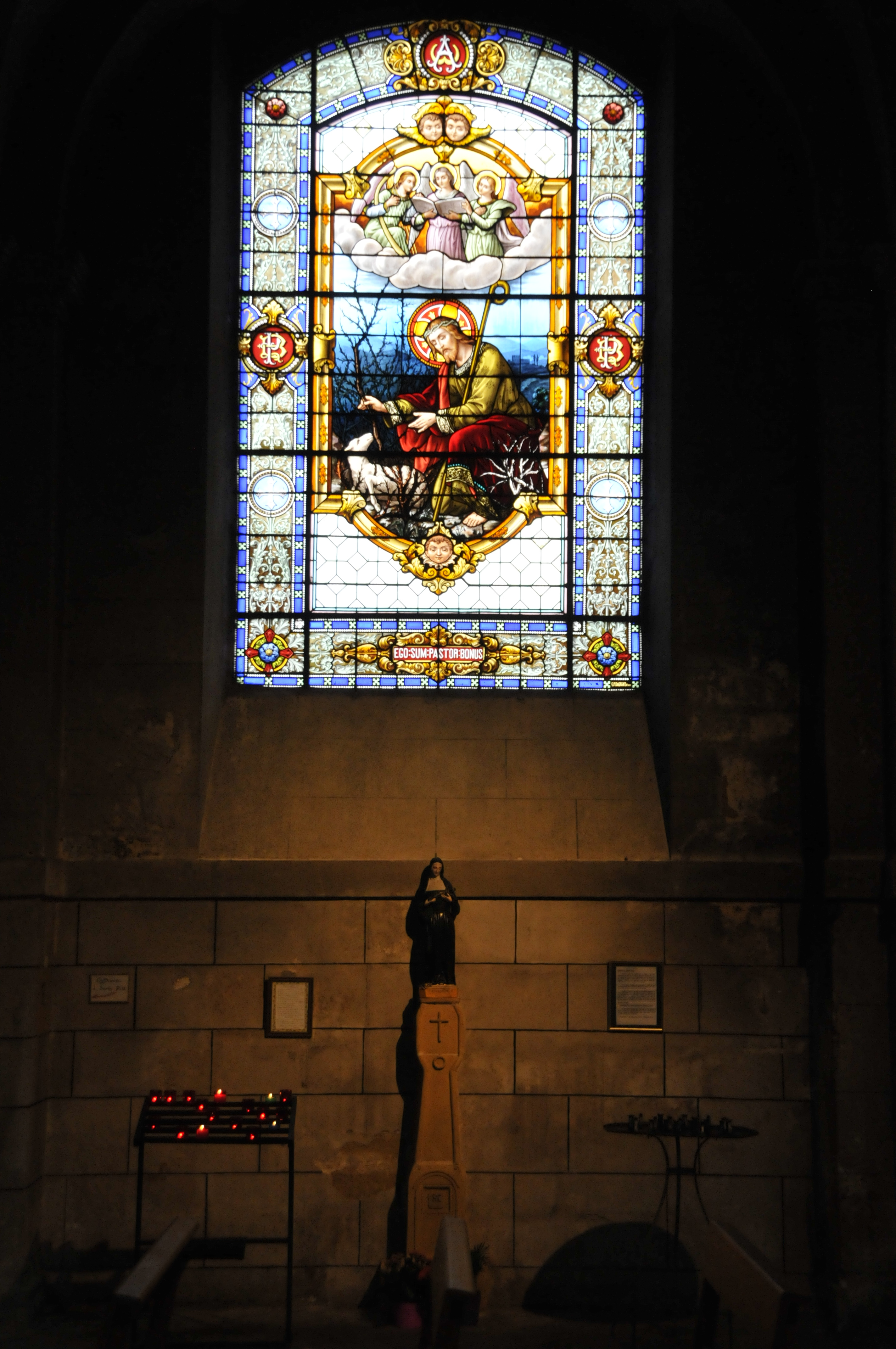
Kirchenfenster
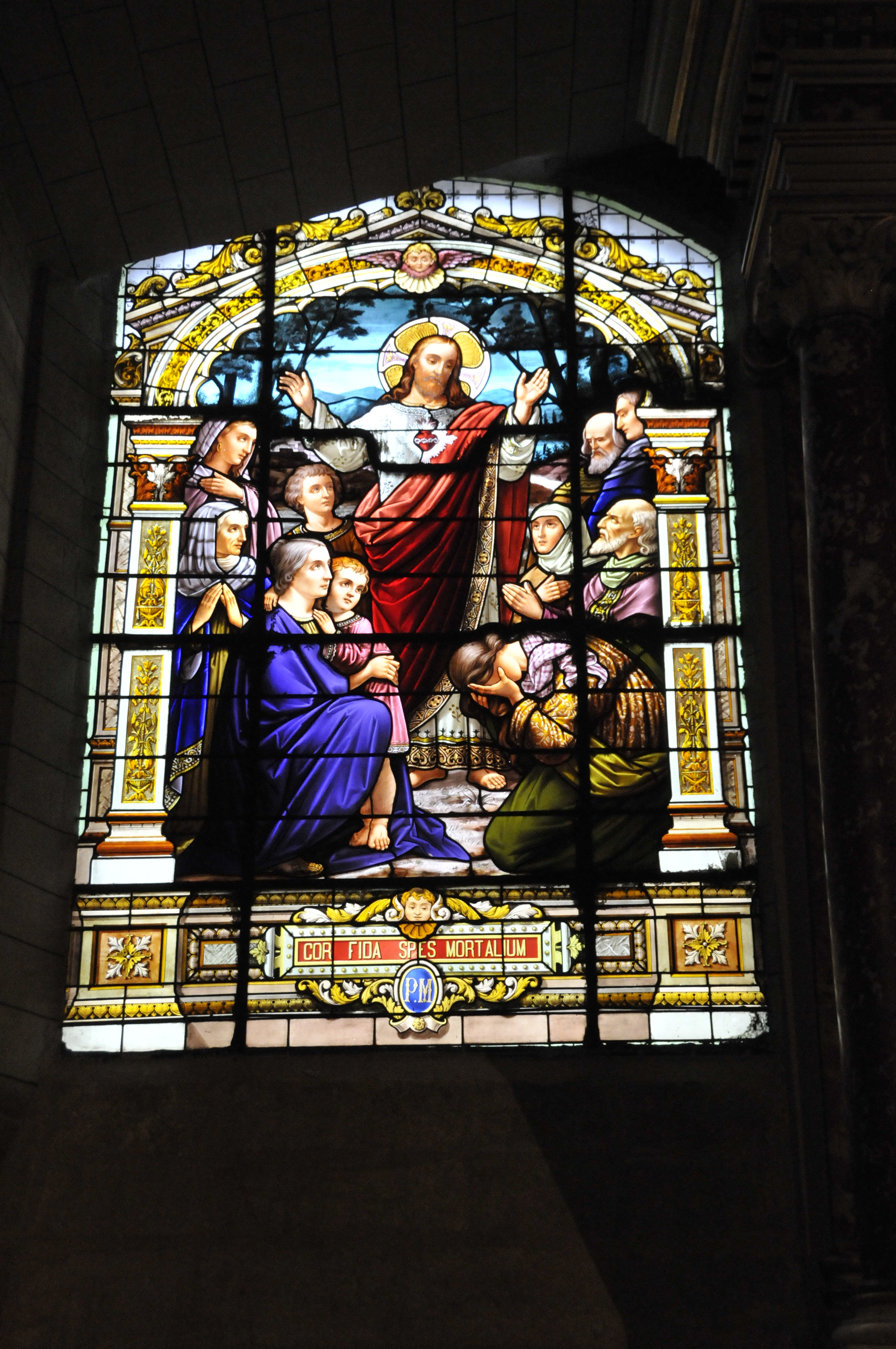
Kirchenfenster
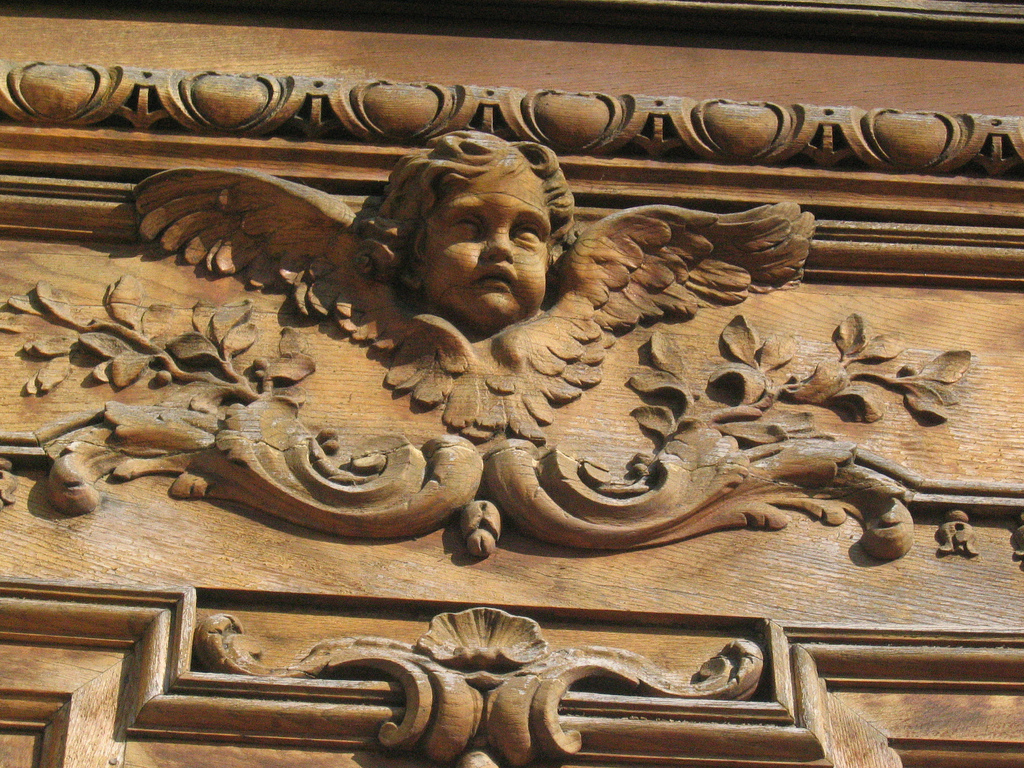
Ausschnitt der Fassade
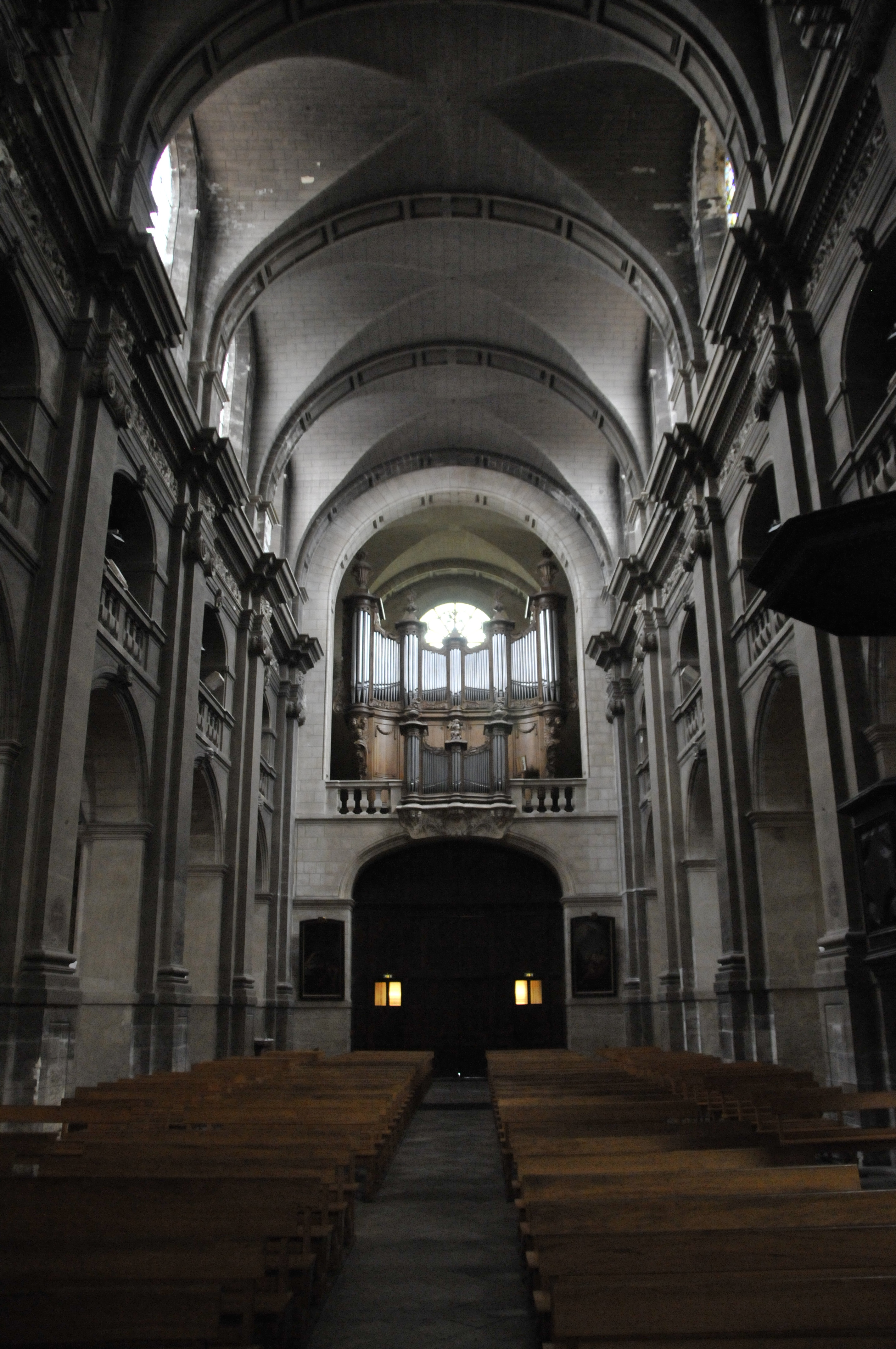
Blick Richtung Orgel